# Ben-Hur
Ben-Hur é um filme épico norte-americano de 1959 dirigido por William Wyler, produzido por Sam Zimbalist para Metro-Goldwyn-Mayer e estrelado por Charlton Heston, Jack Hawkins, Haya Harareet, Stephen Boyd e Hugh Griffith. O filme é uma refilmagem do longa homônimo de 1925 e também uma adaptação do romance Ben-Hur: A Tale of the Christ escrito por Lew Wallace. O roteiro é creditado a Karl Tunberg, porém contém contribuições de Maxwell Anderson, S. N. Behrman, Gore Vidal e Christopher Fry.
O filme teve o maior orçamento e os maiores cenários construídos na história do cinema até então. A figurinista Elizabeth Haffenden supervisionou uma equipe de mais de cem fabricantes de roupas, com mais de duzentos artistas e operários trabalhando nas centenas de frisos criados para a produção. As filmagens começaram em 18 de maio de 1958 e foram finalizadas em 7 de janeiro de 1959, sendo realizadas seis dias por semana durante períodos de doze a catorze horas diárias. Os executivos da MGM tomaram a decisão de filmar Ben-Hur no formato widescreen, uma decisão que Wyler não gostou. Mais de duzentos camelos, 2,5 mil cavalos e dez mil figurantes foram usados durante as filmagens. A pós-produção durou seis meses, com a batalha marítima sendo realizada com miniaturas em um grande tanque de água nos estúdios da MGM em Culver City. A corrida de bigas de nove minutos de duração se tornou uma das sequências mais famosas do cinema, enquanto a trilha sonora composta por Miklós Rózsa é a mais longa já composta e muito influenciou outros filmes épicos por mais de quinze anos.
Ben-Hur estreou em Nova Iorque em 18 de novembro de 1959 depois de um trabalho de divulgação que custou 14,7 milhões de dólares. Foi o filme de maior arrecadação do ano e no processo se tornou o segundo filme de maior bilheteria até então, atrás apenas de Gone with the Wind. Venceu um recorde de onze Oscars, incluindo Melhor Filme, Melhor Diretor, Melhor Ator, Melhor Ator Coadjuvante e Melhor Fotografia em Cor, um feito igualado apenas em duas ocasiões por Titanic e The Lord of the Rings: The Return of the King. Ben-Hur também venceu três Prêmios Globo de Ouro para Melhor Filme – Drama, Melhor Diretor e Melhor Ator Coadjuvante. Ele é atualmente considerado como um dos melhores já feitos, sendo selecionado para preservação em 2004 no National Film Registry por ser considerado "culturalmente, historicamente ou esteticamente significante".

## Enredo
No ano 26, o rico príncipe Judah Ben-Hur vive em Jerusalém com sua mãe Miriam, sua irmã Tirzah, seu leal escravo Simonides e a filha deste Esther, que é apaixonada por Ben-Hur mas está prometida a outro homem. Seu amigo de infância Messala trabalha como tribuno militar. Messala retorna para Jerusalém depois de vários anos longe como o novo comandante da guarnição romana local. Ele acredita na glória de Roma e seu poder imperial, enquanto Ben-Hur é devoto de sua fé e da liberdade do povo judeu.

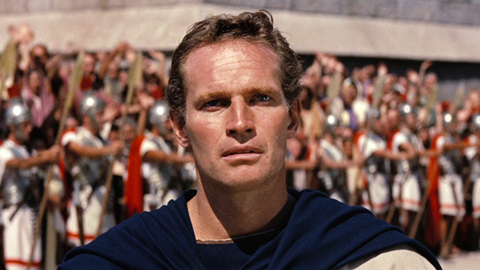
Charlton Heston como Ben-Hur

Algumas telhas soltas caem do telhado da casa de Ben-Hur durante um desfile para Valério Grato, o novo governador da Judeia. Grato é jogado de cima de seu cavalo assustado e é quase morto. Messala, cujas relações com Ben-Hur já estavam abaladas após ele recusar-se a lhe entregar os nomes dos rebeldes Israelitas que conspiravam contra o Império, condena o mesmo a ser escravo, mesmo sabendo que o episódio não passou de um acidente, também aprisionando Miriam e Tirzah. Ele espera intimidar a população judia ao prender um amigo de infância e cidadão israelita proeminente. Como consequência, a amizade de ambos acaba definitivamente e Ben-Hur, que agora passa a considerar Messala como seu maior inimigo, jura que terá sua vingança contra ele.
Ben-Hur é mandado três anos depois para o navio do cônsul romano Quinto Arrio, que foi encarregado da destruição da frota de piratas macedônios. Arrio admira a determinação e disciplina do escravo e se oferece para treiná-lo como gladiador e corredor de bigas. Ben-Hur recusa declarando que Deus irá ajudá-lo em sua busca por vingança. Arrio ordena que todos os escravos menos Ben-Hur sejam acorrentados aos remos durante o confronto contra os piratas. A embarcação é abalroada e afunda, porém Ben-Hur consegue libertar os outros escravos e salvar Arrio. O consul entra em desespero ao erroneamente acreditar ter sido derrotado e tenta se suicidar, porém Ben-Hur o impede. Eles são resgatados e Arrio é creditado pela vitória da frota romana.
Arrio consegue pedir ao imperador Tibério que liberte Ben-Hur e acaba adotando-o como seu filho. Um ano depois ele está rico novamente, tendo aprendido os costumes romanos e se tornado um campeão de corrida de bigas, porém ainda pensa sobre sua família e sua terra natal.

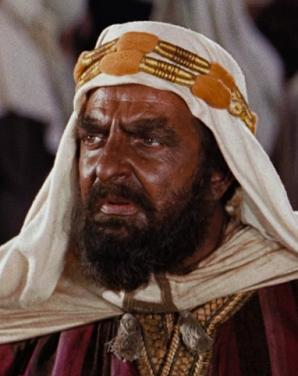
Hugh Griffith como Ilderim

Ben-Hur volta para a Judeia, conhecendo durante o caminho Baltasar, um dos Três Reis Magos, e o árabe xeque Ilderim. O xeque ouviu falar das proezas de Ben-Hur como corredor e pede para que ele conduza sua quadriga em uma corrida diante do novo governador da Judeia: Pôncio Pilatos. Ben-Hur recusa o convite, mesmo depois de saber que Messala também vai competir.
Ele volta para casa em Jerusalém, se encontrando com Esther e descobrindo que seu casamento arranjado não aconteceu e que ela ainda é apaixonada por ele. Ben-Hur visita Messala e exige a liberdade de sua mãe e irmã. Os romanos descobrem que Miriam e Tirzah pegaram lepra na prisão, as expulsando da cidade. As mulheres encontram Esther e imploram para que ela esconda suas condições de Ben-Hur para que ele se lembre delas como eram antes, então Esther mente e diz que elas morreram. Ben-Hur então muda de ideia e decide procurar vingança contra Messala ao competir na corrida de bigas.
Messala usa durante a corrida uma biga com lâminas nas rodas para destruir as dos os outros competidores; o plano funciona a princípio e ele consegue tirar alguns adversários da disputa, mas Ben-Hur é um desafio bem mais difícil, conseguindo esquivar-se de suas investidas, com sua biga sofrendo apenas pequenas avarias, sem comprometer sua estrutura. Perto do final, ambos estão lado a lado, disputando a liderança e, ao perceber que Ben-Hur começa a ganhar a dianteira, Messala o ataca com o chicote. Durante a luta, nenhum dos dois percebe que as rodas de suas bigas se encaixaram uma na outra. Ben-Hur consegue tirar o chicote de Messala e, ao jogar sua biga para a esquerda, visando afastar-se das lâminas, acaba arrancando a roda da biga de seu ex-amigo, fazendo-a virar e jogando o rival ao solo, de modo que ele acaba sendo arrastado por vários metros pelos cavalos. O Romano não consegue soltar-se dos arreios e o competidor que vem logo atrás não tem tempo para desviar-se, de maneira que Messala acaba sendo pisoteado e atropelado até acabar caído praticamente inconsciente na pista, com seu sangue tingindo a areia. Por fim, dos nove competidores que iniciaram a corrida, apenas quatro conseguem concluí-la, com Ben-Hur sendo o vencedor. O público árabe presente ao evento vai ao delírio, contrastando com o espanto dos Romanos, especialmente Pilatos. A plateia está a tal ponto eufórica com a vitória do israelita que invade a arena para comemorar, forçando os soldados a conter os mais exaltados, a fim de evitar que a festa se transforme em tumulto. Messala é resgatado pelos assistentes e levado aos médicos, mas eles constatam que ele está mortalmente ferido e não irá sobreviver. Porém, diz antes de morrer que "a corrida ainda não acabou" e que Ben-Hur poderá encontrar sua família "no Vale dos Leprosos, se conseguir reconhecê-las". Ele visita a colônia de leprosos, conseguindo ver sua mãe e irmã sem que elas percebam.
Ben-Hur rejeita suas propriedades e cidadania romana por culpá-los pela desgraça de sua família. Ele descobre que Tirzah está morrendo e decide levar ela e Miriam com a ajuda de Esther para ver Jesus, porém o seu julgamento diante de Pilatos já começou. Ben-Hur testemunha a crucificação de Jesus, com sua mãe e irmã sendo milagrosamente curadas durante uma chuva logo depois da crucificação. Ele em seguida declara: "E eu senti sua voz [de Jesus] tirar a espada da minha mão".

## Elenco
- Charlton Heston como Judah Ben-Hur
- Jack Hawkins como Quinto Arrio
- Haya Harareet como Esther
- Stephen Boyd como Messala
- Hugh Griffith como Ilderim
- Martha Scott como Miriam
- Cathy O'Donnell como Tirzah
- Sam Jaffe como Simonides
- Finley Currie como Baltasar
- Frank Thring como Pôncio Pilatos
- Terence Longdon como Drusus
- George Relph como Tibério
- André Morell como Sexto

## Produção

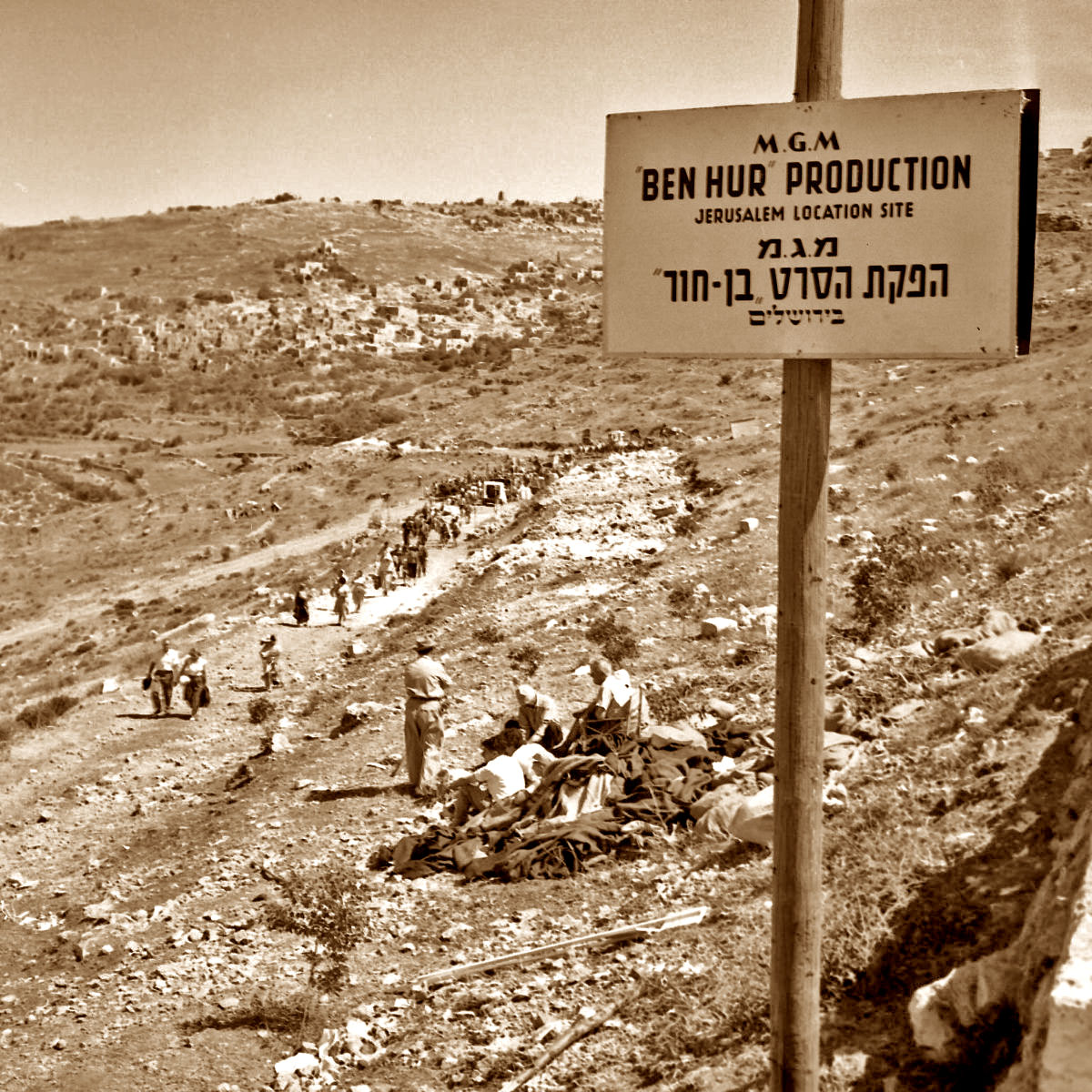
Locação de Ben-Hur perto de Lifta, se passando por Jerusalém

A Metro-Goldwyn-Mayer (MGM) originalmente anunciou em dezembro de 1952 uma refilmagem do filme mudo de 1925 Ben-Hur: A Tale of the Christ como um modo de gastar seus recursos italianos. Stewart Granger e Robert Taylor supostamente estavam concorrendo ao papel principal. O estúdio anunciou nove meses depois que realizaria o filme em CinemaScope, com as filmagens começando em 1954. A MGM anunciou em novembro de 1953 que havia contratado Sam Zimbalist para produzir o filme e Karl Tunberg para escrever o roteiro. Sidney Franklin seria o diretor enquanto Marlon Brando estaria no papel de Judah Ben-Hur. Zimbalist afirmou que o roteiro de Tunberg estava finalizado e anunciou em setembro de 1955 que a produção começaria em abril de 1956 com orçamento de sete milhões de dólares, com as filmagens durando seis ou sete meses em Israel ou no Egito com o novo processo widescreen de 65 mm da MGM. Entretanto, o estúdio suspendeu a produção do longa no início de 1956.
Decisões judiciais no final da década de 1950 forçaram os estúdios a pararem de investir em cadeias de cinemas, com a pressão competitiva da televisão criando preocupações financeiras na MGM. Inspirado pelo sucesso em 1956 do épico bíblico The Ten Commandments da Paramount Pictures e em uma aposta para salvar o estúdio, o chefe da MGM Joseph Vogel anunciou em 1957 que eles estavam novamente colocando a refilmagem de Ben-Hur em andamento. As filmagens começaram em maio de 1958 e terminaram em janeiro do ano seguinte, com a pós-produção durante seis meses. O orçamento inicial era de sete milhões de dólares, porém tinha crescido para dez milhões em fevereiro de 1958, alcançando a quantia de 15,175 milhões no início das filmagens – sendo o filme mais caro já produzido até então.
Uma mudança notável no filme envolveu seus créditos iniciais. O diretor William Wyler estava preocupado que o tradicional rugido de Leo, o Leão (o mascote da MGM) criaria o clima errado para a sensível e sagrada cena de abertura do nascimento de Jesus, então ele acabou conseguindo uma permissão especial dos executivos do estúdio para iniciar o filme com um logo em que Leo permanece quieto.

### Desenvolvimento
O romance Ben-Hur: A Tale of the Christ, escrito por Lew Wallace e publicado em 1880, tinha 550 páginas de extensão. Zimbalist contratou vários roteiristas para diminuir a história e transformar o livro em um roteiro. De acordo com o autor Gore Vidal, mais de doze versões do roteiro foram escritas até 1958 por diferentes roteiristas. Ele próprio tinha recebido em 1957 um convite para escrever uma versão, porém recusou. Karl Tunberg foi um dos últimos escritores a trabalhar na história, com ele cortando tudo do livro que se passava depois da crucificação de Jesus, omitindo o subenredo de Ben-Hur fingindo sua morte e reunindo um exército judeu para lutar contra os romanos, e alterando o modo de como as mulheres com lepra são curadas. Zimbalist ficou insatisfeito com o roteiro de Tunberg, considerando-o "pedestriano" e "infilmável".
Os rumos do trabalho de escrita mudaram quando o diretor Sidney Franklin adoeceu e foi retirado da produção. Zimbalist ofereceu no início de 1957 o projeto a William Wyler, que havia sido um dos trinta diretores assistentes do filme de 1925. Wyler inicialmente recusou a proposta por considerar a qualidade do roteiro como sendo "muito primitiva, elementar" e não muito melhor que um esboço. Zimbalist mostrou alguns storyboards preliminares da corrida de bigas ao diretor e o informou que a MGM estaria disposta a gastar até dez milhões de dólares, fazendo assim com que Wyler começasse a expressar seu interesse no filme. O estúdio permitiu que Wyler iniciasse a seleção de elenco, com a imprensa noticiando em abril de 1957 que o diretor estava testando atores italianos.
Wyler concordou formalmente em dirigir o filme apenas em setembro de 1957, com a MGM segurando o anúncio até 3 de janeiro de 1959. Ele aceitou o trabalho por várias razões, mesmo ainda não tendo um protagonista: foi prometido a Wyler um salário de 350 mil dólares além de oito por cento da bilheteria (ou três por cento do lucro líquido, seja qual fosse o maior), e também queria trabalhar em Roma novamente (onde havia filmado em 1953 o filme Roman Holiday). Seu salário era o maior na época já pago para um diretor por um único filme. Motivos de competição profissional também tiveram um papel na decisão de Wyler para dirigir, com ele posteriormente admitindo que queria superar Cecil B. DeMille (diretor de The Ten Commandments) e realizar um épico bíblico do "pensamento do homem". Anos depois Wyler brincaria que precisou de um judeu para fazer um bom filme sobre Cristo.

## Prêmios
Ben-Hur foi indicado para doze Oscars e venceu um recorde de onze: Melhor Filme (Sam Zimbalist), Melhor Diretor (William Wyler), Melhor Ator (Charlton Heston), Melhor Ator Coadjuvante (Hugh Griffith), Melhor Direção de Arte – Decoração Colorida (Edward C. Carfagno, William A. Horning e Hugh Hunt), Melhor Fotografia em Cor (Robert L. Surtees), Melhor Figurino em Cor (Elizabeth Haffenden), Melhores Efeitos Especiais (A. Arnold Gillespie, Milo B. Lory e Robert MacDonald), Melhor Edição (John D. Dunning e Ralph E. Winters), Melhor Música (Miklós Rózsa) e Melhor Gravação de Som (Franklin Milton e Departamento de Som da MGM). Apenas dois filmes desde então conseguiram igualar esse feito: Titanic em 1998 e The Lord of the Rings: The Return of the King em 2004. A única categoria em que Ben-Hur não venceu foi Melhor Roteiro Adaptado, onde perdeu para Room at the Top, com a maioria dos observadores acreditando que isso se deu por causa de toda controvérsia gerada sobre os créditos de escrita. A MGM e a Panavision também dividiram um prêmio especial técnico pelo desenvolvimento do processo fotográfico das câmeras de 65 mm.
O filme também venceu três Prêmios Globo de Ouro nas categorias de Melhor Filme – Drama, Melhor Diretor (Wyler) e Melhor Ator Coadjuvante (Stephen Boyd), além de receber um prêmio especial para Andrew Marton pela direção da sequência da corrida de bigas. Heston foi indicado para Melhor Ator em Cinema – Drama, porém não venceu. Ben-Hur também venceu o Prêmio BAFTA de Melhor Filme, o Prêmio do Círculo de Críticos de Nova Iorque para Melhor Filme e o Prêmio do Sindicato de Diretores dos Estados Unidos para Melhor Realização de Direção em um Filme (Wyler).
Ben-Hur também apareceu em várias listas de melhores criadas pela American Film Institute, uma organização independente sem fins lucrativos criada em 1967 pela National Endowment for the Arts. A "Série ... AFI 100 Anos" foi criada por jurados que consistiam em mais de mil e quinhentos artistas, acadêmicos, críticos e historiadores, com filmes sendo selecionados baseados em suas popularidades no passar dos anos, significância histórica e impacto cultural. Ben-Hur aparece na 72ª posição na lista dos 100 Filmes, 49ª nas 100 Emoções, 21ª nas 25 Trilhas Sonoras, 56ª nos 100 Inspiradores e 2ª nos 10 Épicos. Judah Ben-Hur também foi indicado como herói e Massala como vilão na lista dos 100 Heróis e Vilões. A National Film Preservation Board selecionou Ben-Hur em 2004 para preservação no National Film Registry por ser considerado um filme "culturalmente, historicamente ou esteticamente significante".